# Cosmopterigídeos
Cosmopterigídeos (Cosmopterigidae) são uma família de insectos da ordem Lepidoptera. São mariposas pequenas com asas estreitas, cujas larvas quando pequenas se alimentam de folhas, sementes, caules, etc, de suas plantas hospedeiras.
Há cerca de 1.500 espécies descritas. É a família de insectos mais diversificado da Austrália e em certas regiões do Pacífico, com cerca de 780 espécies.

## Taxonomia
A família é composta por três subfamílias e os seguintes gêneros.
- Subfamilia Antequerinae Hodges, 1978
  - Alloclita
  - Antequera
  - Cosmiosophista
  - Euclemensia
  - Gibeauxiella
  - Limnaecia
  - Pancalia
- Subfamilia Chrysopeleiinae Mosher, 1916
  - Afeda
  - Ascalenia
  - Bifascia
  - Bifascioides
  - Calycobathra
  - Chrysopeleia
  - Gisilia
  - Ithome
  - Nepotula
  - Obithome
  - Perimede
  - Periploca
  - Pristen
  - Siskiwitia
  - Sorhagenia
  - Stilbosis
  - Walshia
- Subfamilia Cosmopteriginae Heinemann & Wocke, 1876
  - Adeana
  - Allotalanta
  - Anatrachyntis
  - Anoncia
  - Aphanosara
  - Archisopha
  - Ashibusa
  - Axiarcha
  - Clemmatista
  - Coccidiphila
  - Cosmopterix
  - Diatonica
  - Diversivalva
  - Dorodoca
  - Dromiaulis
  - Ecballogonia
  - Echinoscelis
  - Endograptis
  - Eralea
  - Eritarbes
  - Eteobalea
  - Hodgesiella
  - Hyposmocoma
  - Glaphyristis
  - Heterotactis
  - Idiostyla
  - Iressa
  - Ischnobathra
  - Isidiella
  - Labdia
  - Lallia
  - Leptozestis
  - Macrobathra
  - Melanocinclis
  - Parathystas
  - Passalotis
  - Pebobs
  - Pyroderces
  - Ramphis
  - Ressia
  - Sematoptis
  - Stagmatophora
  - Synploca
  - Syntomaula
  - Tanygona
  - Teladoma
  - Tolliella
  - Triclonella
  - Trissodoris
  - Ulochora
  - Urangela
  - Vulcaniella
- Incertae sedis
  - Acleracra
  - Aganoptila
  - Agonismus
  - Amblytenes
  - Apothetodes
  - Calanesia
  - Clarkeophlebia
  - Colonophora
  - Crobylophanes
  - Cyphothyris
  - Diophila
  - Dynatophysis
  - Eumenodora
  - Falcatariella
  - Griphocosma
  - Haplophylax
  - Harpograptis
  - Hedroxena
  - Helicacma
  - Herlinda
  - Homosaces
  - Hyalochna
  - Ischnangela
  - Isostreptis
  - Melanozestis
  - Meleonoma
  - Melnea
  - Meneptila
  - Metagrypa
  - Microzestis
  - Minivalva
  - Mothonodes
  - Neachandella
  - Orthromicta
  - Otonoma
  - Pauroptila
  - Pechyptila
  - Persicoptila
  - Phepsalostoma
  - Phosphaticola
  - Protogrypa
  - Protorhiza
  - Pseudascalenia
  - Pycnagorastis
  - Pyretaulax
  - Rhadinastis
  - Scaeosopha
  - Scaeothyris
  - Schendylotis
  - Semolina
  - Sindicola
  - Spiroterma
  - Streptothyris
  - Stromatitica
  - Strophalingias
  - Thectophila
  - Trachydora
  - Zanclarches